# Контактові явища
Контактові явища — явища, які спостерігаються на межі двох фаз.
Наприклад, у мінералогії контактові явища — це всі зовнішні та внутрішні явища, які спостерігаються на межі двох мінералів чи мінеральних комплексів (C. Naumann, 1849).
У загальному випадку явища на межі двох фаз обумовлюються фізичною і хімічною взаємодією цих фаз, зокрема, силами Ван-дер-Ваальса, Н-зв'язками та хімічними взаємодіями. Виявити хімічні взаємодії фаз можна молекулярною спектроскопією.